# Schinek
Schinek (kroatisch šinik) war im Banat, einem Gebiet, das sich heute über drei Länder erstreckt, ein Volumen- und Gewichtsmaß mit drei verschiedenen Größen. Es wurde für trockene Waren (Getreidemaß) verwendet.
- 1 Schinek, großer  = 80 Okka/Oka = 180 Pfund (Wiener)
- 1 Schinek, mittlerer = 60 Okka/Oka = 135 Pfund (Wiener)
- 1 Schinek, kleiner = 50 Okka/Oka = 112 ½  Pfund (Wiener)

Die verbreitete Okka/Oka im Banat, in Slawonien und Kroatien, aber auch im Gebiet der Siebenbürger Militärgrenze, hatte 80,387 Pariser Kubikfuß oder 1,5946 Liter als Volumenmaß oder als Gewichtseinheit 2 ¼ Wiener Pfund mit 561,288 Gramm/Wiener Pfund, also 1262,899 Gramm.